# Martin Müller-Falcke
Martin Müller-Falcke (* 26. April 1972 in Rinteln) ist ein ehemaliger deutscher Ruderer. Sein größter Erfolg war der vierte Platz im Leichtgewichts-Vierer ohne Steuermann bei den Weltmeisterschaften 2003.
Müller-Falcke wurde 1999 Deutscher Meister im Leichtgewichts-Einer und vertrat nach einem ersten Weltcup-Start Deutschland in dieser Bootsklasse bei den Weltmeisterschaften in St. Catherines. Dort belegte er im Finale den fünften Platz. Im folgenden Jahr war Müller-Falcke Mitglied im deutschen Leichtgewichts-Doppelvierer, der bei den Weltmeisterschaften in Zagreb den vierten Rang erreichte.
Nachdem er 2001 nur bei einem Weltcup im Doppelvierer eingesetzt worden war, wechselte Müller-Falcke zur Saison 2002 zum Riemenrudern. Nach einem fünften und einem vierten Platz bei den Weltmeisterschaften 2002 und 2003 war er Teil der deutschen Olympiamannschaft für die Olympischen Spiele in Athen. Dort startete er zusammen mit Axel Schuster, Stefan Locher und Andreas Bech im leichten Vierer ohne Steuermann. Mit einem starken Vorlauf, bei dem die Mannschaft fast den deutschen Rekord in dieser Bootsklasse einstellte, qualifizierte sich die Mannschaft für das Halbfinale. Dort fand die Mannschaft jedoch nicht ins Rennen und verpasste den Einzug ins Finale. Auch das B-Finale verlief enttäuschend, der Vierer verlor gegen eine Reihe europäischer Mannschaften, die sie im Weltcup bisher stets besiegt hatte. Insgesamt belegte die Mannschaft mit Bech den elften Platz.
Nach den Olympischen Spielen beendete Müller-Falcke, der für den Ruderverein Bochum von 1920 startete, seine Karriere.

## Internationale Erfolge
- 1999: 5. Platz Weltmeisterschaften im Leichtgewichts-Einer
- 2000: 4. Platz Weltmeisterschaften im Leichtgewichts-Doppelvierer
- 2002: 5. Platz Weltmeisterschaften im Leichtgewichts-Vierer ohne Steuermann
- 2003: 4. Platz Weltmeisterschaften im Leichtgewichts-Vierer ohne Steuermann
- 2004: 11. Platz Olympische Spiele im Leichtgewichts-Vierer ohne Steuermann